# ولتا (کالیفرنیا)
ولتا (به انگلیسی: Volta) یک منطقهٔ مسکونی در ایالات متحده آمریکا است که در شهرستان مرسد، کالیفرنیا واقع شده‌است. ولتا ۱۱٫۴۸۴ کیلومتر مربع مساحت و ۲۴۶ نفر جمعیت دارد و ۳۲ متر بالاتر از سطح دریا واقع شده‌است.